# Repulsión (película)
Repulsión es una película de terror psicológico británica de 1965 dirigida por Roman Polanski, y con actuación de Catherine Deneuve, Ian Hendry, John Fraser, Yvonne Furneaux y Patrick Wymark. Filmada en Gran Bretaña, fue el segundo largometraje de Polanski, después de Nóż w wodzie, y el primero en idioma inglés.
La película se estrenó en el Festival de Cannes de 1965 antes de ser estrenada en cines a nivel internacional. Tras su estreno, Repulsión recibió considerable aclamación de la crítica y actualmente se la considera como una de las mejores películas de Polanski.
La película fue ganadora del premio Oso de Plata y del premio FIPRESCI en el Festival Internacional de Cine de Berlín 1965.

## Sinopsis
Carol Ledoux (Catherine Deneuve), una joven belga discreta y tímida, vive con su hermana Helen (Yvonne Furneaux) en un apartamento en Londres. Trabaja como manicurista, y un día conoce a Colin (John Fraser), y este logra una cita con ella. Pero las cosas no van más allá, debido a la fobia sexual que Carol sufre y su fuerte repulsión hacia los hombres. Esta fobia es acentuada por la relación amorosa de su hermana con un hombre casado, Michael (Ian Hendry), especialmente por la presencia física de él en el apartamento, por sus artículos de higiene personal en el baño y por los sonidos de pasión amorosa por las noches. Un día Michael y Helen deciden viajar a Italia por el fin de semana, y Carol, en su extrema soledad y después de una serie de situaciones desagradables, comienza a desequilibrarse psíquicamente.

## Reparto
- Catherine Deneuve - Carol Ledoux
- Yvonne Furneaux - Helen Ledoux
- Ian Hendry - Michael
- John Fraser - Colin
- Patrick Wymark - Propietario
- Valerie Taylor - Madame Denise
- James Villiers - John
- Helen Fraser - Bridget
- Hugh Futcher - Reggie
- Mike Pratt - Obrero
- Renée Houston - Miss Balch
- Mónica Merlín - Sra. Rendlesham
- Imogen Graham - Manicurista

## Comentarios
Es la primera película de la llamada "Trilogía del apartamento" de Roman Polanski; las otras dos son El bebé de Rosemary y Le Locataire, películas de terror en las que la acción también se desarrolla principalmente en interiores. El terror presente en estas tres películas no consiste en los peligros que provienen del exterior, sino en miedo que se va incubando en las mentes de los protagonistas.
Roman Polanski indicó en su autobiografía que él y Brach idearon el filme como una manera de ayudar a financiar la realización de la menos comercial Cul-de-sac, la cual también fue filmada en Reino Unido.
La película entra también en la categoría de género erótico por las alucinaciones sexuales que incluyen, además de que es la primera película en la que se oye un orgasmo real de una mujer en ser aprobada por la British Board of Film Censors.

## Premios y candidaturas
- Oso de Oro de la edición de 1965 del Festival Internacional de Cine de Berlín.[7]
- Nominación al BAFTA 1966, en la categoría de mejor fotografía en blanco y negro.[11]

## Influencia cultural
- π (1998) y Black Swan (2010), ambas del director Darren Aronofsky, aluden a los temas e imágenes del filme.[12]
- El vídeo musical del tema Hanging Around del grupo The Cardigans está inspirado en la película.[10]